# Mihovci pri Veliki Nedelji
Mihovci pri Veliki Nedelji – wieś w Słowenii, w gminie Ormož. 1 stycznia 2018 liczyła 512 mieszkańców.